# Raddusa
Raddusa ist eine Stadt der Metropolitanstadt Catania in der Region Sizilien in Italien mit 2783 Einwohnern (Stand 31. Dezember 2023).

## Lage und Daten
Raddusa liegt 62 km westlich von Catania. Die Einwohner arbeiten hauptsächlich in der Landwirtschaft. Daneben gibt es noch Gipsgruben, Schwefelquellen und Salzquellen.
Die Nachbargemeinden sind Aidone, Assoro, Piazza Armerina und Ramacca.

## Geschichte
Die Gemeinde Raddusa war bis 1861 abhängig von der Nachbargemeinde Ramacca.
Aufgrund der hohen Arbeitslosigkeit wanderten viele Einwohner von Raddusa aus. Bis zum Zweiten Weltkrieg wanderten die Einwohner von Raddusa überwiegend nach Nord- und Südamerika aus. Ab 1950 fand eine große Auswanderungswelle nach Deutschland und Frankreich statt.

## Veranstaltung
Mehrmals im Jahr findet in Raddusa eine Vieh- und Landwirtschaftsausstellung statt.